# Chris Leão
Christian Bruno Leão da Rocha (Porto Alegre, 20 de abril de 1994), conhecido apenas como Chris Leão, é um DJ e produtor musical brasileiro. Ele se tornou conhecido em 2011, após vencer o reality show Colírios da Capricho na MTV Brasil. Em 2013, ele entrou no mundo da música como DJ com a música "On and On".

## Biografia e carreira
Chris Leão ganhou notoriedade após participar e ganhar o reality show Colírios da Capricho na MTV Brasil em 2011, com mais de dois milhões de votos. Depois de ganhar o reality, Chris se tornou um fenômeno adolescente e fez capa de várias revistas brasileiras, incluindo a Capricho da Editora Abril. Leão também havia cursado para ator, e fez aparições em séries e sitcoms. Apaixonado pela música desde criança, no final de 2014 tornou-se DJ profissional, sendo a grande revelação na cena em 2015. Recebeu o prêmio de DJ Brasileiro Favorito pelo Prêmio Jovem Brasileiro (PJB), transmitido ao vivo pelo Multishow. Leão trabalhou em grandes festivais e em suas músicas em estúdios, com apenas 22 anos foi facilmente notado e ganhou respeito na cena da música eletrônica. É formado pela Academia Internacional de Música Eletrônica (AIMEC).

## Discografia

### Singles
- "The Bad Touch", Chris Leão & Allexis, 2017[7]
- "Why Can't You", Chris Leão, 2017[8][9]
- "Taska Fuego", Chris Leão & Geminix, 2017[10]
- "Black Pearl", Chris Leão & Kary, 2016[11]
- "On and On", Chris Leão & Ferrero, 2016[12]
- "From Here to the World", Chris Leão, 2015[13]
- "System Shock", Chris Leão & Bing Man, 2016[14]
- "Pingdown", Chris Leão & Thales, 2016[15]
- "Burst", Chris Leão & Davlis, 2016[16]

### Remixes
- "Why Can't You", Mathix Remix, 2017[17]
- "Claudia Leitte - Taquitá", Chris Leão & Geminix Remix, 2017[18][19]
- "Fifth Harmony - Boss", Remix Chris Leão, 2015[20]
- "Demi Lovato - Cool For The Summer", Remix Chris Leão, 2015

## Prêmios e nomeações
| Ano  | Premiação               | Categoria              | Resultado | Ref.   |
| ---- | ----------------------- | ---------------------- | --------- | ------ |
| 2011 | Capricho Awards         | Gato Nacional          | Indicado  |        |
| 2011 | Colírio Capricho        | Colírio                | Venceu    | [ 21 ] |
| 2015 | Prêmio Jovem Brasileiro | DJ Brasileiro Favorito | Venceu    | [ 5 ]  |